# 沃利察 (法斯蒂夫區)
50°1′41″N 29°46′39″E / 50.02806°N 29.77750°E

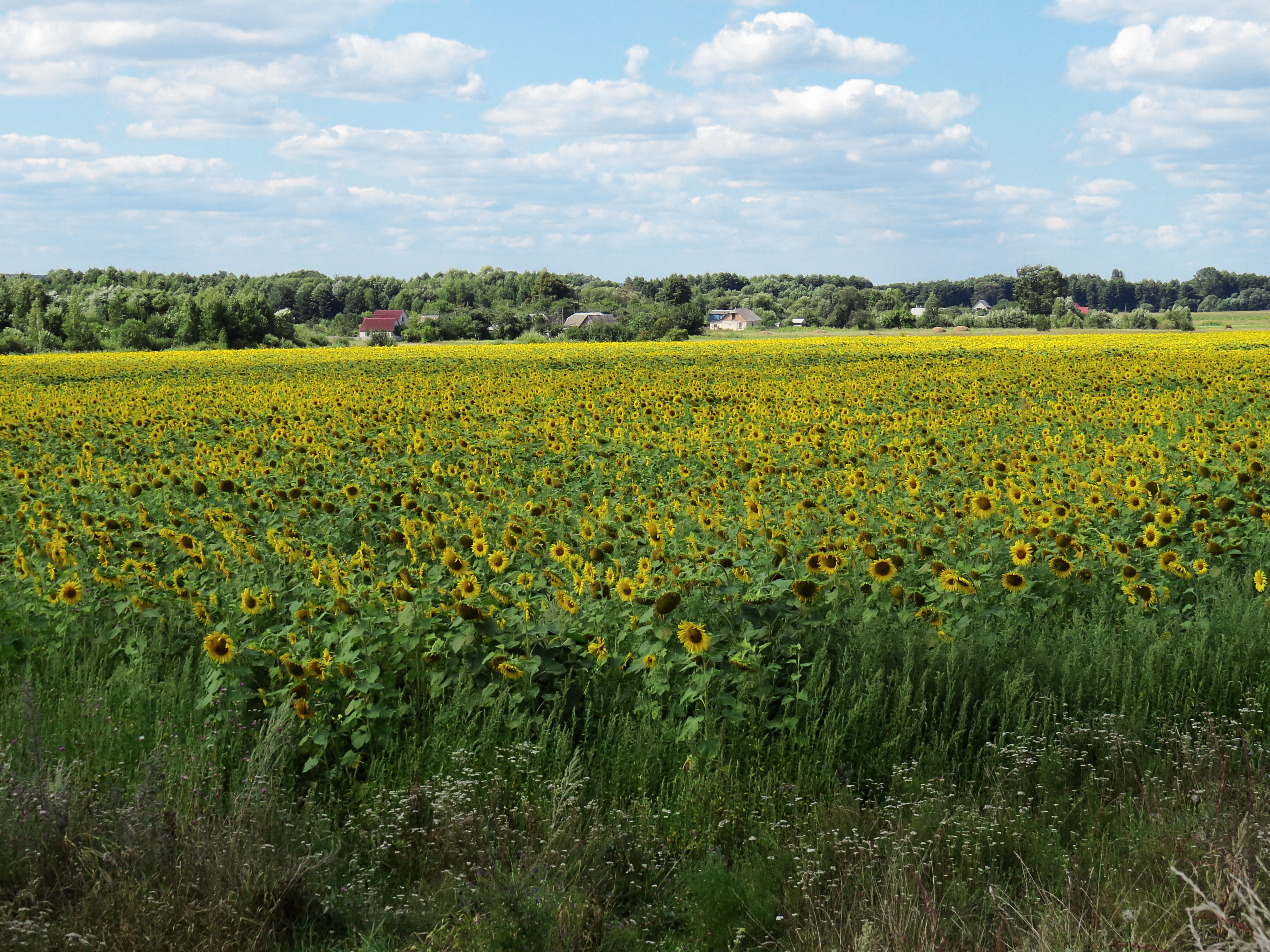
沃利察

沃利察（烏克蘭語：Волиця）是位於烏克蘭北部的村莊，由基辅州法斯蒂夫區的科然卡市鎮負責管轄。該村始建於1537年，面積5.12平方公里，海拔高度168米，2001年人口653，人口密度每平方公里127.5人。